# Bistrica na Zilji
Bistrica na Zilji, tudi Ziljska Bistrica, (nemško Feistritz an der Gail) je naselje-vas in občina v
Ziljski dolini na avstrijskem Južnem Koroškem. Bistrica leži
18 km severozahodno od Beljaka, na nadmorski višini 560 mnm na desnem bregu reke Zilje, ob prehodu ceste Beljak - Šmohor preko reke ob potoku Bistrica (Feistritzbach), ki priteče iz Bistriškega grabna s Karnijskih Alp. Po uradnem popisu iz leta 2001 se okoli 8% prebivalstva občine Bistrica na Zilji izreka za Koroške Slovence.

## Geografija

### Zemljepisna lega
Bistrica leži v spodnji Ziljski dolini, v bližini tromeje med Slovenijo, Avstrijo in Italijo.  Severno mejo občine predstavlja reka Zilja, na jugu pa sega občina vse do glavnega grebena Karnijskih Alp. Na jugovzhodu je meja občine večinoma določena ob Bistriškem grabnu.

### Naselja v občini
Občina sestoji iz ene same katastrske občine, Bistrica na Zilji, ki je hkrati tudi edino naselje v občini.

## Zgodovina
Prvi so Ziljsko dolino verjetno naselili zgodnji Slovenci oz. njihovi predniki za časa kneževine Karantanije. Od tedaj imamo neprekinjeno prisotnost slovenščine v kraju. 
Bistrica se v pisnih virih prvič omenja leta  1119. Po katastrofalnem potresu in zlomu Dobrača leta 1348 so postala tla v spodnji Ziljski dolini kisla in neprimerna za kmetovanje, zato so se začeli kmetje ukvarjati z rejo noriških konj. Konjeniška tradicija kraja se odraža tudi v znamenitem in starodavnem običaju štehvanja, ki je sicer skupna značilnost celotne zgodovinsko slovenske spodnje Ziljske doline.
Srednja Ziljska dolina je bila dolgo časa v lasti škofije v Bambergu, dokler ni prišlo v 13. stoletju do sporov z Goriškimi grofi. 
Okoli leta 1500 je Zilja prišla pod oblast Habsburžanov.
V vasi stoji župnijska cerkev sv. Martina, postavljena na temeljih 1182 postavljene kapelice. Današnja cerkev je poznogotska stavba. V požaru 1885 je bila uničena stara cerkvena oprema, ohranil se je le lesen kip Marija z detetom na prestolu izdelan okoli leta 1440. Pri obnovitvenih delih leta 1948 so v prezbiteriju odkrili freske, delo mojstrov iz kroga Friderika Beljaškega.
Leta 1850 so bile ustanovljene v habsburški monarhiji občine sodobnega tipa. Še do leta 1849 je bilo današnje območje občine podeljeno na šest gospostev, kasneje je Bistrica na Zilji spadala pod občino Straja vas. Med letoma 1906 in 1973 je bila Bistrica samostojna občina, do leta 1991 je zopet pripadala Straji vasi, takrat pa je ponovno postala samostojna občina.
Območje občine Bistrica na Zilji je bilo vse od časov Karantanije do konca 1. svetovne vojne poseljeno s skoraj izključno slovensko govorečim prebivalstvom. Zato je bila tudi župnija Bistrica še leta 1924, torej v prvi avstrijski republiki, uradno po cerkvenih pravilih povsem slovenska.

## Prebivalstvo

### Zgodovinska slika
Po zadnjem Avstro-Ogrskem popisu prebivalstva iz leta 1910 je okoli 84% prebivalcev takratne občine Bistrica na Zilji navedlo slovenščino kot svoj vsakdanji pogovorni jezik.
| Občina                                  | Število slovensko govorečih 1910 | Število nemško govorečih 1910 |
| --------------------------------------- | -------------------------------- | ----------------------------- |
| Bistrica na Zilji/Feistritz an der Gail | 547 (84%)                        | 105 (16%)                     |

### Danes
Po popisu prebivalstva iz leta 2001 je Bistrica na Zilji najmanjša občina na Koroškem. Imela je 661 prebivalcev, od tega 98,3% z avstrijskim državljanstvom.  7,9 % prebivalstva se je izreklo za pripadnike slovenske narodne skupnosti.
Za katolike se opredeljuje 94,3 % občinskega prebivalstva, za evangeličane 2,7 %, brez uradne veroizpovedi pa sta 2,0 % prebivalstva.

## Slovenski običaji in narečje
Zime so bile nekoč na Zilji izredno stroge, in dolina povsem nedostopna. Preko gora so pa Ziljani trgovali s Kanalsko dolino. Tako je Ziljska dolina ohranila prastare običaje in prastar jezik. Slovensko narečje na Zilji - in tako v Bistrici na Zilji - zaznamujejo še posebne zahodno slovanske značilnosti, torej iz najbolj zgodnje dobe naseljevanja, ko so sosedje Karantancev bili Čehi oz. njihovi predniki. 
Dodatno je Zilja redno poplavljala. S tem so pa travniki bili kisli, kar je bilo posebej ugodno za sedaj tradicionalno konjerejo. Iz tega pa se je razvil domači etnografsko zanimiv običaj štehvanja. Ta običaj šteje, kot jezik, med prastare slovenske običaje. S konja morajo mladi fantje s palco ali starodavno sulico zbiti sod na drogu. To pa zmagovalcu daje pravico, da si sam izbere izvoljenko za ženo. Ta tradicija se je držala vse do 50ih let 20. stoletja. 
Slovensko kulturno življenje je bilo dokaj pestro na Zilji še v Prvi Republiki. Kulturna društva na Brdu, v Meličah in v Zahomcu so bila ustanovljena okoli 1910. leta in so zopet delovala po 1. svetovni vojni oz. po koroškem plebiscitu leta 1920. Med slovenska društva štejemo tudi Podružnico družbe Sv. Cirila in Metoda ustanovljeno leta 1887 (obstajalo je do leta 1911).
Še leta 1924 so bile vse župnije v Spodnji Ziljski dolini izključno slovenske, le v dveh grajskih kapelah se je molilo v nemščini.
Tabela prikazuje delež Slovencev v občini Bistrica na Zilji, po uradnih popisih med letoma 1951 in 2001:
| Št. preb. 2001 | Delež Slovencev 2001 | Delež Slovencev 1991 | Delež Slovencev 1971 | Delež Slovencev 1961 | Delež Slovencev 1951 |
| -------------- | -------------------- | -------------------- | -------------------- | -------------------- | -------------------- |
| 655            | 7,6%                 | 7,7%                 | 18,5%                | 22,6%                | 53,9%                |

## Kultura in znamenitosti
- Župnijska cerkev Sv. Martina v Bistrici. V pisnih virih se prvič omenja leta 1182, od leta 1424 pa je tudi osrednja cerkev samostojne župnije. Današnja cerkev je poznogotska zgradba iz 15. stoletja. Leži na vzpetini nad Bistrico in je obdana s pokopališčem, kar je sicer značilno za cerkve po vsem Južnem Koroškem.
- Bistrica je, tako kot mnogi drugi kraji po vsej spodnji zgodovinsko slovenski Ziljski dolini, znana po svojem cerkvenem prazniku. V primeru Bistrice je to vsakoletno slavje na  binkoštni ponedeljek. Na ta dan se vsi neporočeni fantje in dekleta, starejši od 15 let, oblečejo v tradicionalno ziljsko nošo. Po maši v vaški cerkvi in tradicionalnem opoldanskem kosilu s praznično juho, se popoldan tako v Zgornji kot v Spodnji Bistrici odvija štehvanje, temu pa sledi Rej pod lipo. Naslednjega dne se pri maši v tradicionalnih nošah zberejo še vsi vaški zakonski pari, čemur sledijo obiski in slavja po različnih domačih hišah, dan pa se ponovno zaključi s plesom, oz. rejem pod lipo.

## Gospodarstvo in infrastruktura
Po statističnih podatkih iz leta 2001 je na ozemlju občine 20 podjetij z 59 zaposlenimi. 199 ljudi se vozi na delo v sosednje občine, 23 pa jih prihaja na delo iz sosednjih občin.  Občina šteje tudi 75 kmetij z gozdarskimi površinami, ki skupaj zavzemajo okoli 2.876 hektarov.
Prometna povezava poteka po tako imenovani "Ziljski cesti", ki povezuje Ziljsko dolino z Rožem in Beljakom.

## Politika

### Občinski svet
Občinski svet Bistrice na Zilji ima 11 članov in se je na zadnjih občinskih volitvah izoblikoval takole: 
- 7 sedežev  Avstrijska ljudska stranka (ÖVP)
- 3 sedeži   Socialdemokratska stranka Avstrije (SPÖ)
- 1 sedež    Koroški svobodnjaki (FPK)

Neposredno izvoljeni župan je Dieter Mörtl (ÖVP).

### Grb
Grb Bistrice se naslanja na lokalno izročilo in tradicijo štehvanja. Na rdečem ščitu je tako prikazan zlat pokončen drog, na katerem stoji lesen čeber oz. bariglica. Čez oba je prečno postavljena zlata sulica (koleč), s katero se med štehvanjem razbije čeber. Grb in zastava sta bila občini podeljena 8. oktobra leta 1992. Zastava je rdeče-rumena, z vključenim grbom.

## Spletne povezave
- Gemeinde Feistritz an der Gail
- Podatki za Bistrica na Zilji. V: Statistik Austria.